# 解釈学的循環
解釈学的循環（かいしゃくがくてきじゅんかん、独：Hermeneutischer Zirkel、英：Hermeneutic circle）は、ディルタイ、マルティン・ハイデッガー、リクール、ガダマーらの解釈学における基本問題。

## 概要
ディルタイは、その解釈学において、「全体の理解は部分の理解に依存し、部分の理解は全体の理解に依存する」ということを指摘し、何かを解釈する際には、全体の理解と部分の理解が、どちらが先でどちらが後であるとは言えない、循環的な関係にあることを問題にした。
ハイデッガーは主著『存在と時間』で、この循環を時間性として捉え、先行理解（先入見 Vorurteil）と新たな理解との間の循環は必要不可欠である、と考えた。
ガダマーは、ハイデッガーの思想を発展させつつも、この循環を「地平融合」として理解した。すなわち、この地平融合において、元著者のテキストと解釈者のテキストはどちらが優位ということなく、融合して一体化するのだという。この発想は、その後のポスト・モダニズムのなかの一つの契機となった。
これに対しリクールは、ガダマーが解釈における理解（了解）だけを重視して説明にしかるべき位置を与えていないことを問題にし、理解と説明とが解釈学的循環をなしていると考えた。説明を排除しない点でリクールの解釈学は、ガダマーのそれに比して、歴史哲学を嫌う実証的な歴史学者たちにも広く受け入れられた。例えばロジェ・シャルチエがそこから影響を受けた。